# Ивановка (Дубовский район)
Ива́новка — хутор в Дубовском районе Ростовской области.
Входит в состав Андреевского сельского поселения.

## География
Хутор находится на левом берегу реки Сал, близ устья балки Грязнушка.

## Население
| 1926 | 1989 | 2002 |
| ---- | ---- | ---- |
| 319  | ≈120 | 83   |

| 1989 | 2002 | 2010 |
| ---- | ---- | ---- |
| 101  | ↘83  | ↘64  |

## Улицы
На хуторе имеется одна улица: Дорожная.

## Транспорт
Через хутор проходит автодорога Дубовское — Заветное.